# 戦略的貿易政策理論
戦略的貿易政策理論 (せんりゃくてきぼうえきせいさくりろん、英: The strategic trade theory) は、少数の企業しか存在しない国際寡占市場において企業間の戦略的相互作用を考慮して自国にとって最適な貿易政策を考える理論体系のこと。この文脈における「戦略的」という言葉は企業間の相互作用を指すもので、軍事に関する事柄を指すものではない。戦略的貿易政策論、戦略的通商政策など日本語表記には若干の揺らぎがある。

## 概要
この理論は、貿易政策によって外国企業から国内企業に利益を移転することによって、特定の国の利益を増大させることが可能であることを示唆する。このことは、政府が自国の企業に輸出補助金や輸入関税、研究開発のための補助金を支出することで、国際市場での利益を拡大させられる可能性があることを意味する。複数の国の政府による市場への介入は囚人のジレンマの状況を生み出す可能性があるため、この理論ではそのような介入を制限する貿易協定の重要性が強調される。政府は貿易政策を利用して利益を外国企業から国内企業に移すことができ、それによって他国を犠牲にして国内の厚生水準を高めることができる。

## 歴史
カナダの経済学者のジェームズ・ブランダーとバーバラ・スペンサーが提示した複占モデルがこの理論体系の出発点である。その背景として、この理論体系の隆盛を見た1980年代、1990年代は、半導体、コンピューターなどの情報通信機器、自動車などの製造業品の貿易が盛んになり、それらの産業では伝統的貿易理論が想定するような「完全競争」や「規模に関する収穫一定」の仮定が成立せず、ある一時点に焦点を当てる「静学的分析」も馴染まないものと考えられたことが挙げられる。実際、戦略的貿易政策理論の文脈でよく議論される航空機産業や半導体産業は収穫逓増の著しい産業であり、市場に存在する企業の数も多くはない。このことから、戦略的貿易政策理論は、これらの仮定を取り去った新貿易理論の一部と位置付けられる。
また、1980年代、1990年代にゲーム理論が飛躍的に発展したこともゲーム理論の応用分野である戦略的貿易政策理論の隆盛の背景にある。政府が積極的に市場に介入することで自国の厚生を改善できるという理論結果は、幼稚産業保護を正当化するインプリケーションを示唆する。

## モデルの詳しい概要
標準的なモデルは2段階ゲームとして記述される。第1段階に各政府が各自国企業の同質財の生産量に対する輸出補助金を設定し、第2段階で各企業が生産量を選択し、第三国に販売する。政府が補助金を支出すると、自国の企業の生産コストが下がり、ライバル企業の生産額にかかわらず第三国への輸出を増やすことになる。このとき、自国製品と外国製品は代替関係にあるため、外国企業は第三国への輸出を減らすことになる。つまり、自国政府が輸出補助金を支出すると、世界全体の総生産量が増加し、価格が下がり、国内企業の利潤が増加する一方、外国企業のの利潤は減少する。すなわち、利得が外国企業から自国企業に移転するという結果となる。

## モデルの例
2国の2社の航空機生産企業（ボーイングとエアバスなど）が航空機の国際市場で競争しているとする。航空機生産企業は世界に数社しか存在しないため、寡占市場であると言える。
政府による介入がない場合、産業に最初に参入した企業がアドバンテージ（先行者利益）を持つため、早期参入することで潜在的なライバル企業の参入を阻止できる。政府の介入は後発企業の参入意思決定に大きな影響を与え、政策次第では後発企業が先発企業と対等に競争できるようになる可能性もある。このような産業を考えたときに、政府の介入のない初期時点における利得行列は表1のようになる。
各企業の戦略は、生産するかしないかの2つである。考えられる4つの結果から各企業が得られる利得を表にしている。ナッシュ均衡は2つあり、一つは「企業1が生産し、企業2が生産しない」、もう一つは「企業2が生産し、企業1が生産しない」である。この場合、どの企業が生産するかはいずれの企業が先に参入したかで決まり、ある意味ランダムに決まる。
自国政府（企業1の国の政府）が企業1が参入（生産）の意思決定をした場合に10の補助金を出すことにしたとする。このとき、企業1にとって「生産する」が支配戦略となり、ナッシュ均衡は「企業1が生産し、企業2が生産しない」の1つになる。これによって自国の政府は自国の企業が生産するという状況を確定的に作り出すことができる。

## 批判
政府が積極的に市場に介入して自国に利益を誘導できたとしても、モデルの中に明示的に組み込まれていないその貿易政策を実行するための機会費用、ロビー活動で浪費する資源、資源配分の歪みなども考慮すると自国の厚生が低下する可能性もある。戦略的貿易政策は、貿易政策の変更が労働市場などに影響してそれが利潤などに影響するという一般均衡的フィードバックを無視した部分均衡分析であり、一般均衡の枠組みで考えると異なる結果が得られる可能性がある。
戦略的貿易政策理論は、政府の援助がない中で世界的先導企業になった企業が存在すること、政府の援助があったにもかかわらず成功しなかった企業が存在することを説明できないことが指摘されている。
生産技術の仮定に焦点を当てた研究では、補助金や関税が非効率な企業の参入を促進し、産業の平均費用を上昇させる可能性があるとしている。